# Liste japanischer Präfekturhauptstädte
Diese Liste verzeichnet die Hauptstädte der Präfekturen (-to/-dō/-fu/-ken) Japans, formaler die Gemeinden, in denen sich der Sitz der Präfekturverwaltung (都道府県庁所在地 to/dō/fu/ken-chō shozaichi) befindet, wie er vom jeweiligen Präfekturparlament durch Satzung (jōrei) bestimmt wurde.
In vielen, aber nicht in allen Fällen ist die Hauptstadt auch die größte Stadt einer Präfektur (Ausnahmen Stand 2020: Fukushima, Gunma, Shizuoka, Mie, Yamaguchi).

## Heutige Präfekturhauptstädte
Anmerkung: die Flächen- und Bevölkerungsanteile sind nicht voll vergleichbar, da der Zeitpunkt der verwendeten Angaben für verschiedene Präfekturen etwas variiert. Der Stand der Einwohnerzahlen liegt um den 1. März 2021, der der Flächenangaben um 1. Januar 2023; für genaue Datumsangaben siehe die Einzelartikel.
| Präfektur (-to/-dō/-fu/-ken) | Hauptstadt/-bezirk (-shi/-ku) | Einwohneranteil der Hauptstadt | Flächenanteil der Hauptstadt | Form (Stand: März 2021)                            |
| ---------------------------- | ----------------------------- | ------------------------------ | ---------------------------- | -------------------------------------------------- |
| Hokkaidō                     | Sapporo                       | 38 %                           | 1 %                          | designierte Großstadt                              |
| Aomori                       | Aomori                        | 22 %                           | 9 %                          | Kernstadt                                          |
| Iwate                        | Morioka                       | 24 %                           | 6 %                          | Kernstadt                                          |
| Miyagi                       | Sendai                        | 48 %                           | 11 %                         | designierte Großstadt                              |
| Akita                        | Akita                         | 32 %                           | 8 %                          | Kernstadt                                          |
| Yamagata                     | Yamagata                      | 23 %                           | 4 %                          | Kernstadt                                          |
| Fukushima                    | Fukushima                     | 16 %                           | 6 %                          | Kernstadt                                          |
| Ibaraki                      | Mito                          | 9 %                            | 4 %                          | Kernstadt                                          |
| Tochigi                      | Utsunomiya                    | 27 %                           | 7 %                          | Kernstadt                                          |
| Gunma                        | Maebashi                      | 17 %                           | 5 %                          | Kernstadt                                          |
| Saitama                      | Saitama                       | 18 %                           | 6 %                          | designierte Großstadt                              |
| Chiba                        | Chiba                         | 16 %                           | 5 %                          | designierte Großstadt                              |
| Tokio                        | Shinjuku                      | 2 %                            | 1 %                          | Sonderbezirk                                       |
| Tokio                        | informell: Tokio (23 Bezirke) | 69 %                           | 29 %                         | ehemalige Stadt                                    |
| Kanagawa                     | Yokohama                      | 41 %                           | 18 %                         | designierte Großstadt                              |
| Niigata                      | Niigata                       | 36 %                           | 6 %                          | designierte Großstadt                              |
| Toyama                       | Toyama                        | 40 %                           | 29 %                         | Kernstadt                                          |
| Ishikawa                     | Kanazawa                      | 41 %                           | 11 %                         | Kernstadt                                          |
| Fukui                        | Fukui                         | 34 %                           | 13 %                         | Kernstadt                                          |
| Yamanashi                    | Kōfu                          | 23 %                           | 5 %                          | Kernstadt                                          |
| Nagano                       | Nagano                        | 18 %                           | 6 %                          | Kernstadt                                          |
| Gifu                         | Gifu                          | 20 %                           | 2 %                          | Kernstadt                                          |
| Shizuoka                     | Shizuoka                      | 19 %                           | 18 %                         | designierte Großstadt                              |
| Aichi                        | Nagoya                        | 31 %                           | 6 %                          | designierte Großstadt                              |
| Mie                          | Tsu                           | 15 %                           | 12 %                         | Stadt (ohne Sonderstatus) (Kandidat für Kernstadt) |
| Shiga                        | Ōtsu                          | 24 %                           | 12 %                         | Kernstadt                                          |
| Kyōto                        | Kyōto                         | 57 %                           | 18 %                         | designierte Großstadt                              |
| Osaka                        | Osaka                         | 31 %                           | 12 %                         | designierte Großstadt                              |
| Hyōgo                        | Kōbe                          | 28 %                           | 7 %                          | designierte Großstadt                              |
| Nara                         | Nara                          | 27 %                           | 8 %                          | Kernstadt                                          |
| Wakayama                     | Wakayama                      | 39 %                           | 4 %                          | Kernstadt                                          |
| Tottori                      | Tottori                       | 34 %                           | 22 %                         | Kernstadt                                          |
| Shimane                      | Matsue                        | 30 %                           | 9 %                          | Kernstadt                                          |
| Okayama                      | Okayama                       | 38 %                           | 11 %                         | designierte Großstadt                              |
| Hiroshima                    | Hiroshima                     | 43 %                           | 11 %                         | designierte Großstadt                              |
| Yamaguchi                    | Yamaguchi                     | 14 %                           | 17 %                         | Stadt (ohne Sonderstatus)                          |
| Tokushima                    | Tokushima                     | 35 %                           | 5 %                          | Stadt (ohne Sonderstatus)                          |
| Kagawa                       | Takamatsu                     | 44 %                           | 20 %                         | Kernstadt                                          |
| Ehime                        | Matsuyama                     | 38 %                           | 8 %                          | Kernstadt                                          |
| Kōchi                        | Kōchi                         | 47 %                           | 4 %                          | Kernstadt                                          |
| Fukuoka                      | Fukuoka                       | 31 %                           | 7 %                          | designierte Großstadt                              |
| Saga                         | Saga                          | 29 %                           | 18 %                         | „Ausnahmestadt“ (Kandidat für Kernstadt)           |
| Nagasaki                     | Nagasaki                      | 31 %                           | 10 %                         | Kernstadt                                          |
| Kumamoto                     | Kumamoto                      | 43 %                           | 5 %                          | designierte Großstadt                              |
| Ōita                         | Ōita                          | 43 %                           | 8 %                          | Kernstadt                                          |
| Miyazaki                     | Miyazaki                      | 37 %                           | 8 %                          | Kernstadt                                          |
| Kagoshima                    | Kagoshima                     | 37 %                           | 6 %                          | Kernstadt                                          |
| Okinawa                      | Naha                          | 22 %                           | 2 %                          | Kernstadt                                          |

## Ehemalige Verwaltungssitze von heutigen Präfekturen (unvollständig)
Format: [Stadtteil], Stadt/Bezirk/Dorf, [Landkreis/Stadtkreis], Präfektur
- Urawa, Saitama bis 2001, als sie Teil der neu gegründeten Stadt Saitama wurde
- Marunouchi, Chiyoda, Tokio bis 1990, als die Verwaltung der Präfektur Tokio in einen neuen Gebäudekomplex in Nishi-Shinjuku, Shinjuku umzog
- Kōjimachi, Tokio bis 1947, als die ehemaligen Bezirke der Stadt Tokio zu „Sonderbezirken“ auf Gemeindeebene wurden und dabei neu organisiert wurden, der Bezirk Kōjimachi wurde Teil des Bezirks Chiyoda
- Tokio, Tokio bis 1943, als die Stadt Tokio abgeschafft und ihre 35 Bezirke zu direkten Untergliederungen der neu organisierten Präfektur wurden (siehe Tōkyō-tosei)
- Tochigi, Shimo-Tsuga, Tochigi bis 1884, als die Hauptstadt nach Utsunomiya verlegt wurde
- Yokkaichi, Mie, Mie (vorher Anotsu), 1872 bis 1873, als die Präfekturverwaltung zurück nach Anotsu (alter Name von Tsu) im Kreis Anō verlegt wurde; aber die Umbenennung der Präfektur nach dem Landkreis blieb.
- Iwatsuki, Saitama, Saitama (vorher Urawa, Iwatsuki und andere), 1871 durch Erlass der Meiji-Regierung (Dajōkan) gesetzlich vorgesehen, aber letztlich nicht umgesetzt, die Präfekturverwaltung blieb in Urawa im Kreis Adachi;[2] bloß die (Um)Benennung der vergrößerten/fusionierten Präfektur nach dem Landkreis blieb.

Siehe auch die Liste der Präfekturen Japans für die Verwaltungssitze ehemaliger Präfekturen